# 加夫列尔·巴迪利亚
加夫列尔·巴迪利亚（西班牙語：Gabriel Badilla，1984年6月30日—2016年11月20日），哥斯达黎加男子足球运动员，司职后卫。他曾代表哥斯达黎加国家队参加2006年国际足联世界杯，结果队伍止步小组赛阶段。